# ورقة 500 دولار أمريكي
الورقة فئة خمسمائة دولار أمريكي (US$500) هي فئة قديمة من عملة الولايات المتحدة. تم طباعة هذه الورقة بواسطة مكتب النقش والطباعة الأمريكي (BEP) بدءًا من عام 1861 وحتى عام 1945. ومنذ عام 1969، أصبحت البنوك ملزمة بإرسال أوراق الـ500 دولار إلى وزارة الخزانة الأمريكية ليتم إتلافها.

## التاريخ
```
تم طباعة الورقة النقدية فئة خمسمائة دولار أمريكي من عام 1861 حتى عام 1945. واصل مكتب النقش والطباعة الأمريكي (BEP) إصدار هذه الأوراق حتى عام 1969. لم تشهد هذه الأوراق تداولًا كبيرًا بين عامة الناس لأنها كانت تُطبع لتسهيل المعاملات بين البنوك. في 14 يوليو 1969، أعلنت وزارة الخزانة الأمريكية أن جميع الأوراق النقدية من الفئات التي تتجاوز 100 دولار أمريكي سيتم إيقافها. ومنذ ذلك الحين، أصبحت البنوك ملزمة بإرسال أي ورقة نقدية من فئة 500 دولار إلى وزارة الخزانة ليتم إتلافها.
```

كانت هناك عدة إصدارات من هذه الورقة. يظهر رئيس المحكمة العليا في الولايات المتحدة جون مارشال على وجه الورقة النقدية فئة خمسمائة دولار لعام 1918. كانت الورقة من الحجم الكبير، حيث كانت مقاسها 8 سم (3.1 بوصة) × 19 سم (7.5 بوصة). تم إصدار إصدار جديد من الورقة الصغيرة في عام 1928 وعام 1934، وكان الإصدار الجديد يظهر صورة الرئيس السابق ويليام مكينلي.

## محاولات لإعادة الإصدار
```
في عام 2017، اقترح الاقتصادي الأمريكي جيه زاجورسكي أن تقوم الولايات المتحدة بإعادة إصدار ورقة الـ500 دولار. وذكر أن قد تحدث كارثة  توقف التجارة، وأن الورقة النقدية ذات الفئة العالية قد تساهم في الحماية من الانهيار الاقتصادي. في يونيو 2024، قدم النائب بول غوسار مشروع قانون إلى الكونغرس الذي إذا تم تمريره، سيُطلب من وزارة الخزانة إصدار أوراق نقدية من فئة 500 دولار تحمل صورة الرئيس 
دونالد ترامب
. 
[
1
]
[
2
]
```